# Associação Cultural e Desportiva Potiguar
A Associação Cultural e Desportiva Potiguar, popularmente conhecido como Potiguar, é um clube brasileiro de futebol da cidade de Mossoró, no estado do Rio Grande do Norte. Manda seus jogos no estádio Nogueirão, com capacidade para 2.000 pessoas.

## História
O Potiguar foi fundado em 11 de fevereiro de 1945, fruto da fusão de dois clubes de Mossoró: o Esporte Clube Potiguar e a Sociedade Desportiva Mossoró.
Em 1951, o Potiguar veio a conquistar seu primeiro campeonato municipal. Dequinha (que mais tarde viria a jogar pelo Flamengo e pela Seleção Brasileira) e Bira (que jogou no futebol europeu) foram os responsáveis pelas primeiras conquistas do clube.

### Estreia estadual
Em 1974, o clube veio a participar de seu primeiro campeonato estadual. Estreou no dia 11 de agosto, enfrentando a equipe do América e perdeu por 3 a 1. Em sua segunda partida, enfrentou o Alecrim, novamente derrotado, desta vez por 1 a 0, mesmo resultado no jogo contra o Riachuelo. Nesta primeira fase do campeonato estadual o clube veio a perder todos os jogos.
A superação veio no segundo turno: venceu por 3 x 0 o Alecrim; venceu por 1 x 0 o ABC e empatou de 1 x 1 com o Riachuelo, terminando em primeiro na chave, à frente do ABC. Classificou-se para as finais do turno, no qual obteve dois empates por 0 x 0 contra o ABC e América, vencendo o Força e Luz por 1 a 0. Como houve empate nos pontos entre Potiguar, ABC e América, foi necessária a disputa de uma decisão extra para se conhecer o campeão do segundo turno. O Potiguar perdeu por 1 x 0 do América e empatou de 1 x 1 com o ABC, ficando na terceira posição.
No terceiro turno, a equipe ficou em segundo lugar. Os resultados foram: vitória por 2x1 contra o Riachuelo; derrota de 1x0 contra o ABC, vitória de 2x1 contra o América, empate por 0x0 contra o América e vitória de 2x1 contra o Força e Luz. Terminou o turno em segundo e, na classificação geral ficou na quarta posição.

### Títulos estaduais
O ano de 2004 ficou marcado na história de Mossoró, devido a dois fatos: a decisão da Copa RN entre as duas principais equipes da cidade e a inédita conquista do título estadual pelo Potiguar.
Na campanha do título do Campeonato Estadual, o Potiguar foi a melhor equipe da competição, vencendo seus jogos com um bom futebol apresentado. Com o apoio de sua torcida, a equipe venceu o clássico da cidade contra o Baraúnas por 1x0. O Potiguar terminou a 1ª fase em 1º lugar no grupo do interior. Nas quartas de finais, a equipe eliminou o Caicó após dois empates. Nas semifinais, passou pelo São Gonçalo, com uma vitória de 1x0 em casa e um empate em Natal, classificando-se para a disputa do título contra o América. Na final, conquistou o título sobre o América, com direito a uma goleada por 4x0 em cima do adversário, na primeira partida da decisão, com um público de mais de 10 mil pessoas no Nogueirão.
Além de ter sido o primeiro clube de Mossoró a conquistar um título estadual, o Potiguar também teve o artilheiro do campeonato: Canindezinho - ídolo do Potiguar com 76 gols marcados na história do clube - marcou 14 gols na competição. A campanha do Potiguar em 2004 foi de 9 vitórias, 7 empates e 2 derrotas. Marcou 37 gols e sofreu 18.
O ano de 2013 marca o segundo título estadual do Alvirrubro mossoroense.

### Anos recentes
Em 2008, o Potiguar sagrou-se campeão da Copa Cidade do Natal, equivalente ao segundo turno do campeonato estadual do RN. Na final, no jogo de ida o time mossoroense venceu o América por 3x0 em pleno Machadão. No jogo de volta, apesar da derrota por 3x2 ficou com o título garantiu a vaga para final do campeonato. Na final o Potiguar enfrentou o ABC, que jogou por dois resultados iguais. O Potiguar acabou ficando com o vice-campeonato após dois empates por 2x2.
Em 2023 fez uma bela campanha no Campeonato Potiguar, ficando na terceira colocação geral do campeonato e garantindo vaga para a Série D e para a Copa do Nordeste de 2024, esta última disputando primeiramente a fase preliminar. Na disputa do Brasileirão Série D de 2023 conseguiu fazer uma bela campanha, conseguindo avançar para a 2ª fase, onde foi eliminado nos pênaltis para o Bahia de Feira por 7x6. Foi a primeira vez que o "Time macho" avançou para o mata-mata da competição, campanha esta que conquistou 7 vitórias, 5 empates e 4 derrotas. 

## Retrospectos
Até hoje o Potiguar foi a única equipe do interior do estado do Rio Grande do Norte a participar de uma edição de Campeonato Brasileiro da Primeira Divisão. Em 1979, a equipe mossoroense ficou no grupo F, ao lado do Fortaleza, Ferroviário, ABC, América de Natal, CRB, CSA e ASA de Arapiraca, Leônico da Bahia e Itabaiana. A equipe alvirrubra disputou nove jogos, conquistando duas vitórias, três empates e quatro derrotas, somando 7 pontos, marcando cinco gols e sofrendo dez.
- Em todos os Campeonatos Brasileiros, o Potiguar já disputou 104 partidas, obtendo 29 vitórias, 23 empates e 52 derrotas, marcou 108 gols e sofreu 161.
- Na Copa do Brasil, o Potiguar disputou 6 partidas, obtendo 2 vitórias, 1 empate e 3 derrotas. No total, marcou 07 gols e sofreu 17.

## Títulos
| Estaduais  | Estaduais                        | Estaduais | Estaduais |
|            | Competição                       | Títulos   | Temporadas |
| ---------- | -------------------------------- | --------- | --- |
|            | Campeonato Potiguar              | 2         | 2004 e 2013 |
|            | Campeonato Potiguar - 2ª Divisão | 1         | 1981 |
|            | Torneio Início do RN             | 1         | 1979 |
| Municipais |                                  |           | |
|            | Competição                       | Títulos   | Temporadas |
|            | Campeonato Mossoroense           | 20        | 1951, 1952, 1953, 1954, 1955, 1957,1965, 1966, 1968, 1969, 1971, 1973, 1974, 1975, 1976, 1980, 1981, 1985, 1986 e 1987 |

### Outras conquistas
- Vice-campeão do Campeonato Potiguar: 1997, 2006 e 2008

## Estatísticas

### Participações
|  | Participações em 2026 |

| Competição          | Competição          | Temporadas | Melhor campanha       | Estreia | Última | R |
| Rio Grande do Norte | Campeonato Potiguar | 47         | Campeão (2004 e 2013) | 1974    | 2026   | – |
| Rio Grande do Norte | Segunda Divisão     | 1          | Campeão (1981)        | 1981    | 1981   |   |
|                     | Copa do Nordeste    | 1          | Fase de grupos (2014) | 2014    | 2014   |   |
| Brasil              | Série A             | 1          | 79º colocado (1979)   | 1979    | 1979   | – |
| Brasil              | Série C             | 10         | 9º colocado (1999)    | 1995    | 2008   | – |
| Brasil              | Série D             | 8          | 20° colocado (2023)   | 2010    | 2024   |   |
| Brasil              | Copa do Brasil      | 4          | 2ª fase (2006 e 2014) | 2005    | 2014   |   |

## Rivalidades
Seu maior rival é o Baraúnas, time também de Mossoró.  O Potiguar tem vantagem em vitórias no clássico, com 44 vitórias contra 39 vitórias do Baraúnas.

## Pioneirismo
O Potiguar foi o primeiro clube da cidade de Mossoró a conquistar o Campeonato Potiguar de Futebol e sendo também o primeiro do interior do Rio Grande do Norte a se consagrar bicampeão do estado.